# Владимировское (Днепропетровская область)
Владимировское (укр. Володимирівське) — село,
Горковский сельский совет,
Синельниковский район,
Днепропетровская область,
Украина.
Код КОАТУУ — 1224881303. Население по переписи 2001 года составляло 96 человек.

## Географическое положение
Село Владимировское находится на правом берегу реки Нижняя Терса,
выше по течению примыкает село Новоалександровское,
ниже по течению на расстоянии в 0,5 км расположено село Бурхановка,
на противоположном берегу — село Третяковка.